# Calliscelio galliphilus
Calliscelio galliphilus är en stekelart som först beskrevs av Jean Risbec 1953.  Calliscelio galliphilus ingår i släktet Calliscelio och familjen Scelionidae. Inga underarter finns listade.